# Monasterio de las Descalzas Reales (Madrid)
El monasterio de Nuestra Señora de la Visitación, ubicado en la ciudad española de Madrid y más conocido como las Descalzas Reales, es un monasterio de monjas de clausura, clarisas coletinas, fundado en 1559 por Juana de Austria, viuda del príncipe Juan Manuel de Portugal, hermana del rey de España Felipe II y madre del futuro rey portugués don Sebastián. Se encuentra situado en pleno centro de Madrid: en la actual plaza de las Descalzas, zona cercana a la Puerta del Sol, plaza de Celenque y calle de Preciados. Es un edificio clasicista del siglo XVI que alberga en su interior importantes obras de arte. Parte del monasterio está en la actualidad dedicado a museo que se puede visitar.

## Plaza de las Descalzas
Toma su nombre del convento que se encuentra situado en este espacio y que es el principal monumento. Este lugar constituyó en el siglo XIII el centro del antiguo arrabal de San Martín, en la segunda ampliación del antiguo Madrid. Aquí y delante del edificio del monasterio se proclamó en diversas ocasiones a los reyes y se aclamó a los príncipes de Asturias, alzando para la ocasión un tablado y un dosel.
En el siglo XVII la plaza estaba constituida en cada uno de sus lados por: la iglesia de San Martín (anexa al convento de San Martín) cuya portada principal daba al postigo de San Martín, la casa del secretario Muriel, y en su frente meridional por la gran fachada del monasterio que se unía por un arco con las casas de Juan de Borja (mayordomo mayor de María, la viuda emperatriz de Austria). Este edificio fue destruido en 1724 para construir el nuevo Monte de Piedad creado por el capellán del monasterio Francisco Piquer.
Más allá del arco existía otro edificio, obra del arquitecto Juan Bautista Monegro, que servía como vivienda de los capellanes y como Casa de la Misericordia para doce sacerdotes pobres. El lado norte de la plaza se cerraba con las casas del marqués de Mejorada y del duque de Lerma. Todos aquellos edificios eran de aspecto severo, con fachadas de color tostado. A partir de la llegada de Napoleón y durante los años posteriores (exclaustración y reformas), aquellos inmuebles fueron derribados unos y alterados otros, salvo el monasterio, que perdió parte de su extensión pero llegó casi intacto a nuestros días.

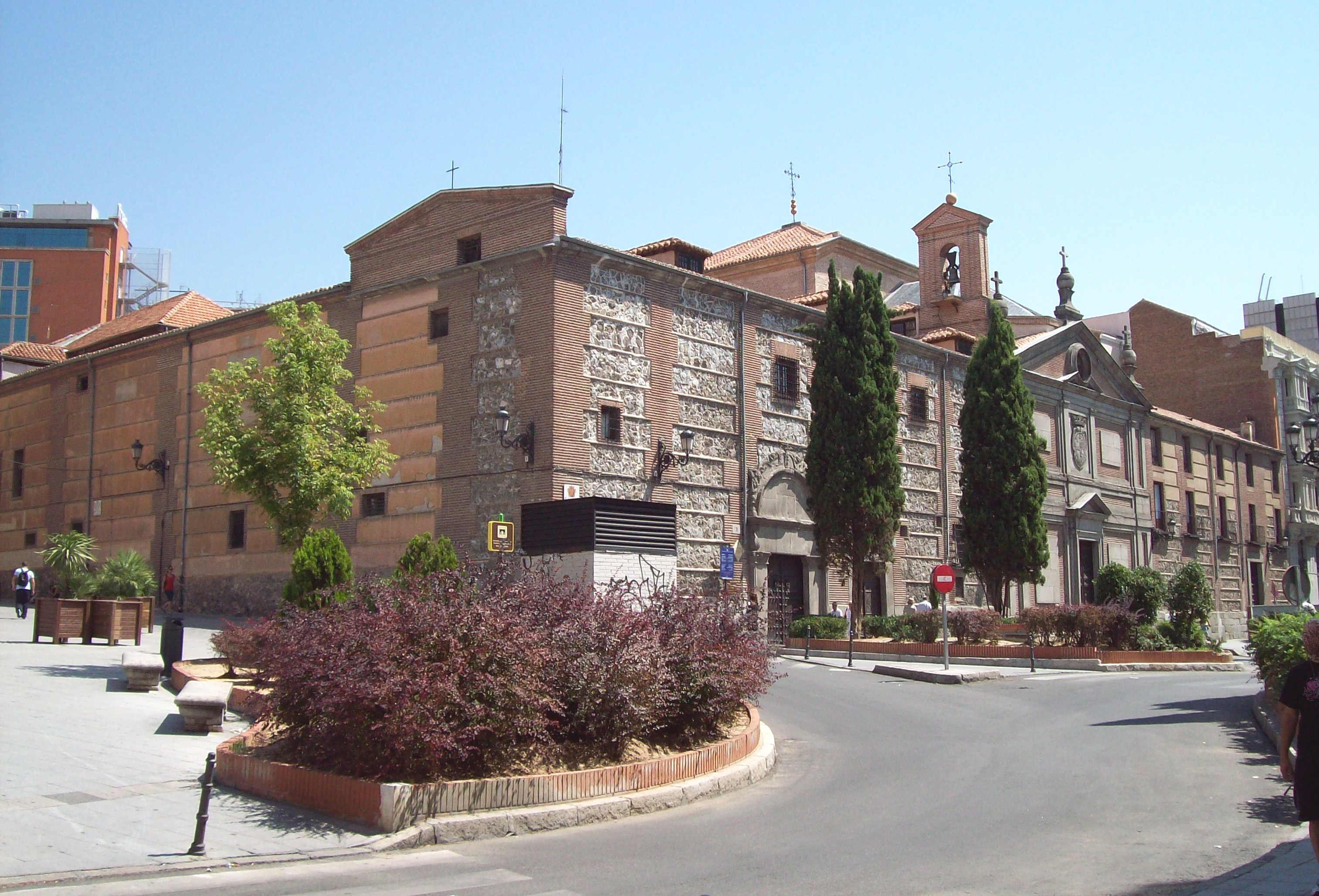
Vista del monasterio desde el ángulo suroeste (plaza de San Martín)

En el siglo XIX se colocó en medio de la plaza la fuente de la Mariblanca que estuvo con anterioridad en la Puerta del Sol y que hoy se encuentra en el interior de la Casa de la Villa (en la Puerta del Sol hay una réplica en la actualidad). Hoy pueden verse dos estatuas, una en bronce dedicada a Francisco Piquer en homenaje a su obra de creación del Monte de Piedad, obra de José Alcoverro. Otra dedicada al marqués de Pontejos (Joaquín Vizcaíno), obra de Medardo Sanmartí.

## Historia
El actual monasterio se encuentra ubicado en parte del solar donde hubo un antiguo palacio, uno de los primeros palacios que tuvo Madrid, que algunos investigadores creen que pudo ser de tiempos del rey Alfonso VI y otros dan una fecha mucho más tardía. En el siglo XIII el castiello o alcázar de que hablan los fueros era un lugar de defensa y no se utilizaba como vivienda palaciega, por lo que los reyes de la época tenían que residir en casas nobles o palacios de amigos que ofrecían hospedaje. Las crónicas hablan de que en 1339 se celebraron en este palacio las primeras Cortes en Madrid. (En el patio plateresco de la clausura del monasterio se conserva como testimonio los escudos de un noble desconocido).
En el siglo XVI el antiguo palacio de que se ha hecho mención (posiblemente rehecho y rehabilitado) pertenecía al tesorero imperial Alonso Gutiérrez de Madrid,que en más de una ocasión dio cobijo al emperador Carlos I. En esta casa nacieron varios hijos entre ellos la más pequeña, Juana, que más tarde fundaría en el mismo emplazamiento este monasterio de las Descalzas Reales.
Juana de Austria, princesa de Castilla, estaba casada con Juan Manuel, príncipe de Portugal; quedó viuda muy joven y tuvo un hijo que sería el futuro rey de Portugal, Sebastián. Al quedar viuda, su hermano Felipe II de España la reclamó para darle el cometido de Gobernadora del Reino. (La política de gobierno de los Austria era repartir y confiar los altos cargos entre miembros de la familia). Juana de Austria fue la fundadora del monasterio de las Descalzas Reales.
En 1558, Francisco de Borja (duque de Gandía), envió desde el convento de Santa Clara de Gandía una comunidad de monjas coletinas, de acuerdo con el padre Andrés Insulano, general de la Orden de San Francisco. Eligieron como abadesa a sor Francisca de Jesús, tía del duque de Gandía que no llegó a habitar el convento de Madrid pues murió en Valladolid antes de finalizar las obras. La segunda abadesa tampoco llegó a pisar el nuevo monasterio pues murió cuando la comunidad habitaba aún la casa de Gutiérrez.
En 1559, día de la Asunción, tuvo lugar la gran fiesta de inauguración del monasterio, aun cuando la iglesia estaba todavía sin construir. Hubo una procesión solemne en la que participaron Felipe II y toda la familia real. En 1564 se concluyó la iglesia y el día de la Concepción se colocó el Santísimo Sacramento en el altar mayor.
En 1580 el monasterio acogió a María de Austria, viuda del emperador Maximiliano II de Habsburgo, que llegó con su hija de trece años, Margarita. La emperatriz adoptó el régimen de la comunidad y su hija profesó como monja. María de Austria dio en el convento una grandiosa fiesta el 22 de abril de 1602, de acuerdo con el Concejo de la Villa y los frailes de Atocha, para agasajar al rey Felipe III y persuadirle de que no trasladara la corte a Valladolid. El agasajo duró tres días, con gran complacencia del rey, pero el traslado de la corte se hizo realidad. María de Austria murió el 21 de febrero de 1603, pidiendo en su testamento ser enterrada al pie del altar de la Oración del Huerto, en el claustro bajo, con una piedra llana y lisa como lápida. Trece años más tarde Felipe III trasladó el cadáver a un sepulcro lujoso hecho de mármoles y bronce, colocado en el coro de la iglesia.

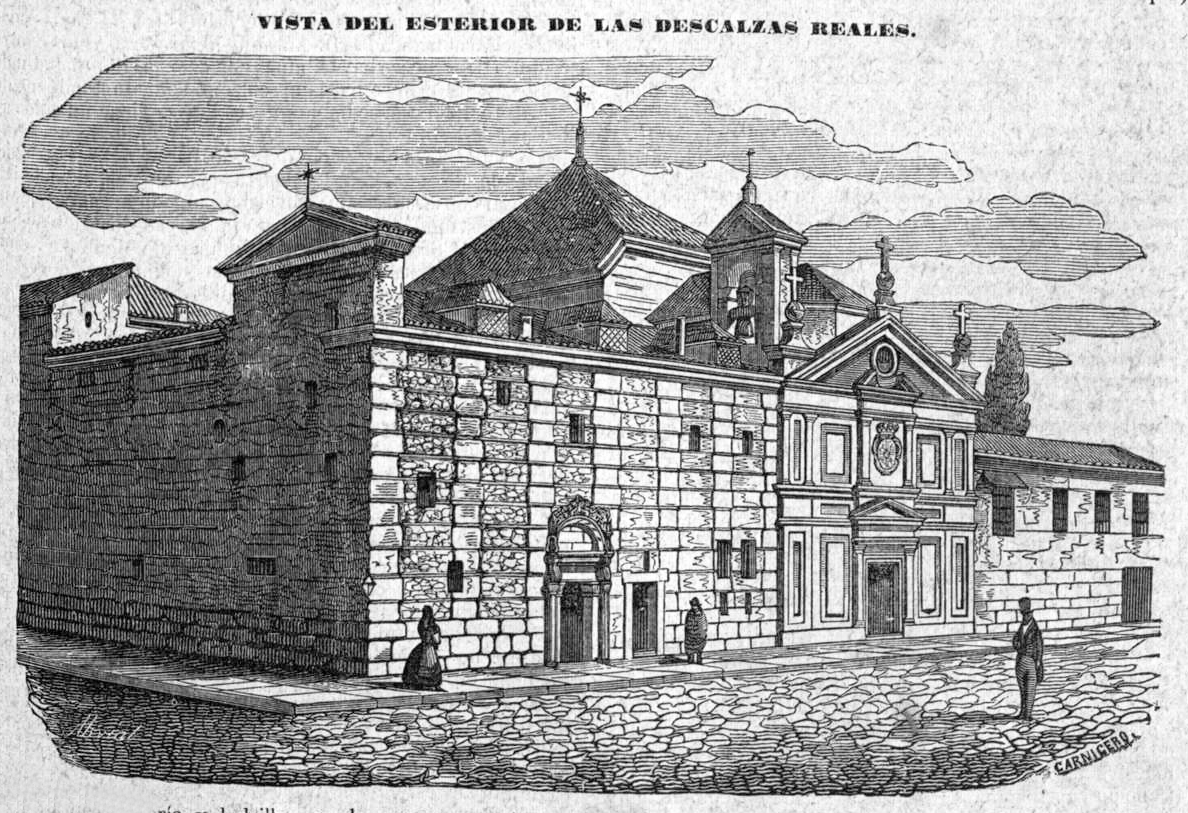
El monasterio a mediados del en el Diccionario geográfico-estadístico-histórico de España y sus posesiones de ultramar de Madoz

El compositor renacentista Tomás Luis de Victoria ejerció, al menos, desde 1587 hasta el día de su muerte, en agosto de 1611, primero el cargo de capellán de la emperatriz María de Austria y luego, desde 1606, de organista en el monasterio.
El espacio del monasterio era enorme y en él estaba comprendida una gran huerta además de la iglesia y las dependencias monacales. A lo largo de los años ingresaron aquí mujeres de la casa real y de la alta aristocracia, haciendo importantes regalos y donaciones por lo que el monasterio llegó a tener un verdadero tesoro en obras de arte.
Durante la guerra civil española el monasterio fue privado de su comunidad. No obstante fue cuidado y protegido, poniendo sus obras de arte a buen recaudo. Cayeron sobre él algunas bombas que produjeron desperfectos sobre todo en la bóveda de la escalera y en el coro que fue destruido. Se realizó la restauración durante esos mismos años de la guerra en que, entre otras cosas, cambiaron la teja deteriorada del tejado por una nueva de pizarra. Acabada la guerra, volvieron las monjas.
En los años centrales del siglo XX se construyó en la plaza de las Descalzas un estacionamiento subterráneo cuyas obras afectaron levemente al edificio. Con este motivo fue restaurado y consolidado, acondicionando algunas de sus dependencias para ser visitadas en un recorrido turístico. Todo el proyecto fue dirigido y supervisado por el marqués de Lozoya, consejero de Bellas Artes del Patrimonio Nacional.
En su interior se encuentran los restos mortales de Alfonso de Borbon y Dampierre, duque de Cádiz, de su hijo Francisco de Asís de Borbón y Martínez-Bordiú, y de su hermano Gonzalo de Borbón y Dampierre.

## Comunidad

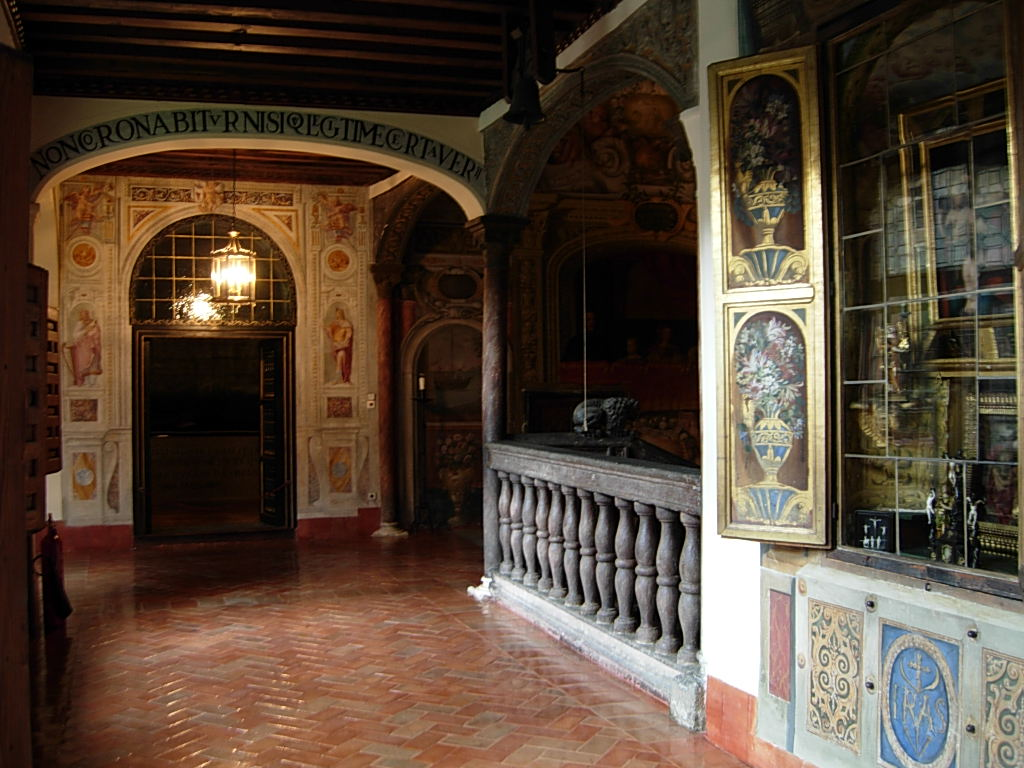
Interior del edificio. A la derecha, hornacina acristalada que cobija La Virgen y el Niño, obra de Bernardino Luini

La primera comunidad de monjas coletinas llegó desde Gandía (provincia de Valencia), enviada por Francisco de Borja, con el consentimiento del general de la Orden de San Francisco. Fue nombrada primera abadesa sor Francisca de Jesús, tía de Francisco de Borja, que murió en Valladolid antes de que fueran terminadas las obras del monasterio de Madrid. Francisca de Jesús llevó en su compañía y como coadjutoras a María de Jesús (su prima hermana), hija del marqués de Denia, Jerónima del Pesebre, Margarita de la Columna, Isabel de la Encarnación y Ana de la Cruz. Cuando la primera abadesa murió pasó a sustituirla sor María de Jesús que murió en Madrid cuando la comunidad se hallaba instalada en las casas del tesorero Alonso Gutiérrez, antes de finalizar las obras.
En 1559, el día de la Asunción la comunidad de coletinas entró por fin en el monasterio, en solemne procesión. A lo largo de la historia fueron varias las monjas de sangre real, además de Juana de Austria y María de Austria:
- Infanta Margarita, profesa bajo el nombre de sor Margarita de la Cruz, hija del emperador Maximiliano II y de la citada María de Austria.
- Doña Ana Dorotea de Austria, marquesa de Austria, profesa bajo el nombre de sor Ana Dorotea de la Concepción, hija del emperador Rodolfo II, que tomó el hábito a los doce años y murió en 1694 con ochenta y dos años.[3]
- La princesa Catalina María de Este, hija de Alfonso III de Módena, nieta de la infanta Catalina y del duque de Saboya, que tomó el hábito a los ocho años de edad en 1622 y murió en 1628 sin edad de profesar.[4]
- Doña Mariana de Austria (Bruselas, 1641-Madrid, 1715), hija ilegítima del cardenal infante don Fernando, profesa bajo el nombre de sor Mariana de la Cruz.[3][5][6]
- Doña Margarita de Austria (Nápoles, c. 1650-Madrid, 1686), hija de Juan José de Austria, nieta por línea paterna de Felipe IV y por línea materna relacionada con el pintor José de Ribera. Profesa bajo el nombre de sor Margarita de la Cruz.[3][6]

El 3 de septiembre de 1715, a la muerte de sor Mariana de la Cruz, el rey Felipe V dictó un Real Decreto por el que se concedía el título perpetuo de grande de España a todas las abadesas de las Descalzas.

## Edificio
El monasterio con todas sus dependencias ocupó en origen un espacio enorme con un gran terreno para huertas que llegaban hasta la actual calle de Preciados y que fue vendido por la comunidad en el siglo XIX, donde se alzó una manzana de casas para la sociedad «La Peninsular». La puerta de la iglesia y la portería del convento daban a la plaza. Otra puerta daba a la calle de la Misericordia y otra más a la calle llamada Postigo de San Martín.

### Iglesia

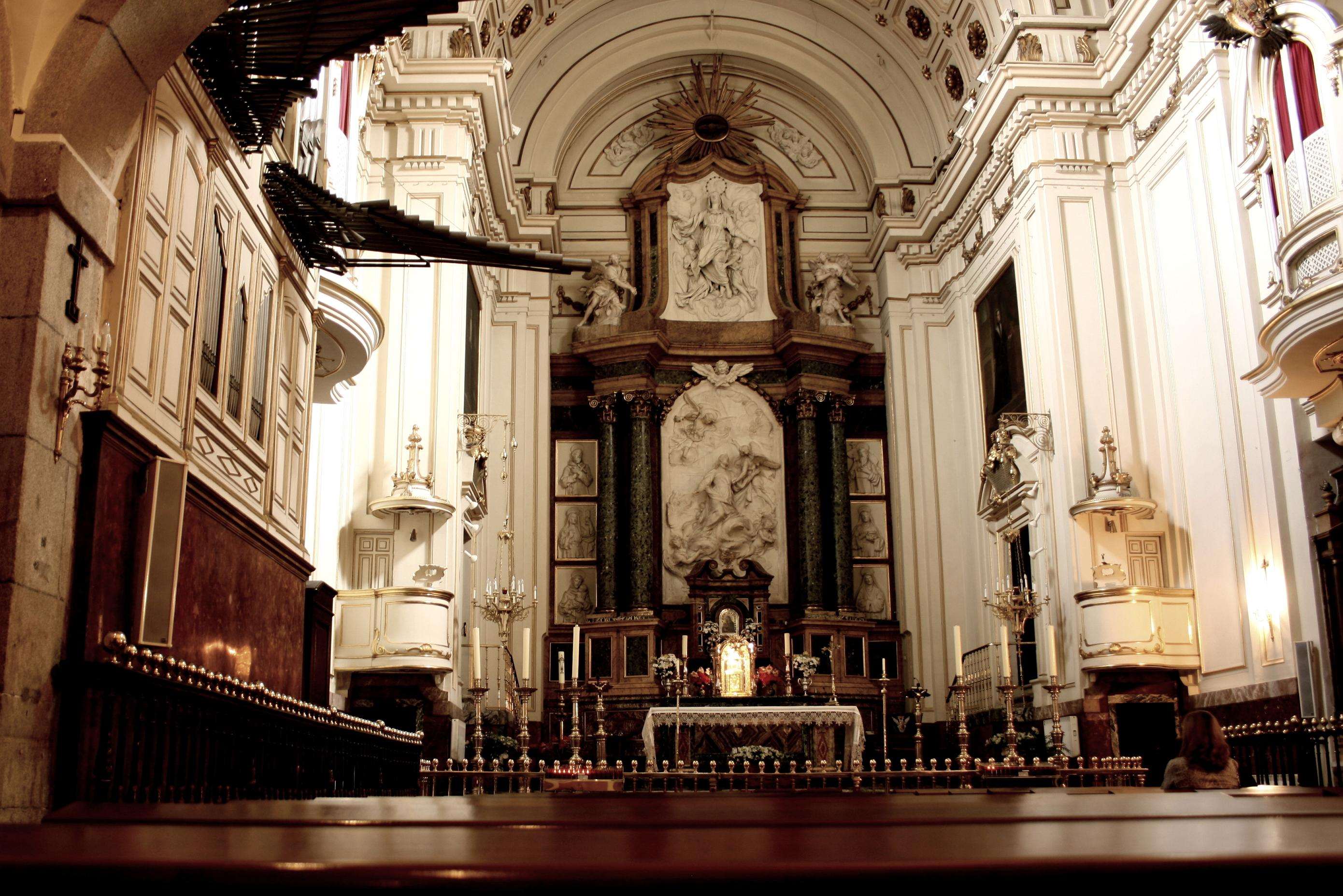
Iglesia

Las obras para la transformación del antiguo palacio en convento fueron dirigidas por el alarife Diego Sillero, pero la autoría de la iglesia, concluida en 1564, ha sido muy discutida. Tradicionalmente ha venido siendo atribuida a Juan Bautista de Toledo, a quien podría asignarse la fachada, en severo estilo clásico, con la sustitución de los órdenes clásicos por superficies lisas como se encuentra en otras obras toledanas. Pero las trazas de la iglesia, de una sola nave cubierta con bóveda de cañón con lunetos, según su propio testimonio, aportado por George Kubler, corresponden al ingeniero italiano Francesco Paciotto, llamado a España por Felipe II para ocuparse de la obra de El Escorial. Las gradas del altar, el coro y la sacristía fueron obra de fray Alberto de la Madre de Dios y de Juan Gómez de Mora en 1612. Gaspar Becerra realizó en 1565 el desaparecido retablo mayor siendo el autor de toda su arquitectura, de sus pinturas y esculturas. El aspecto arquitectónico de su interior, sin embargo, corresponde a la remodelación llevada a cabo a mediados del siglo XVIII por Diego de Villanueva. 

#### Retablo mayor
En 1862 la iglesia sufrió un gran incendio que destruyó el retablo de Gaspar Becerra, las pinturas de la bóveda y los retratos de Pantoja de la Cruz. Se sabe cómo era aquel retablo gracias al dibujo arquitectónico conservado en la Biblioteca Nacional de España. En 1863 el viejo retablo de Becerra se sustituyó por otro procedente del antiguo Noviciado de los Jesuitas (en las calles madrileñas de San Bernardo y Noviciado) en el edificio más tarde destinado a Universidad Central.
Se trata de un retablo labrado en 1716 con motivo de la beatificación del jesuita francés Juan Francisco Régis. La obra se llevó a cabo por orden del rey Felipe V y a instancias de su confesor, el jesuita francés Daubenton. Con este fin fueron encargados seis lienzos para los laterales al pintor de cámara Miguel Ángel Houasse sobre la vida de Juan de Regis.
Los elementos arquitectónicos y escultóricos están formados por mármoles y bronces dorados y todo fue llevado a las Descalzas, así como el gran relieve de la Apoteosis de Juan Francisco Régis, cuyo autor es Camillo Rusconi. Para los laterales se encargó obra nueva al escultor José Bellver y Collazos, cuyas representaciones estuvieron más de acuerdo con la orden franciscana del monasterio: san Francisco, santa Clara, san Antonio de Padua y otros santos franciscanos. El retablo se corona con la gran representación en yeso de La Asunción, de la mano de Ricardo Bellver, y a ambos lados de la misma, dos ángeles, obra de Gambetti.
Había también una estatua yacente representando a Francisco de Regis, esculpida por el romano Agostino Cornacchini, hecha en distintos mármoles de colores, que fue guardada y custodiada por las monjas, hasta que en el siglo XX pasó de nuevo a propiedad de los jesuitas en la Casa Profesa de la calle de Flor Baja de Madrid.

#### Otras obras de arte
En el lado de la epístola se encuentra la estatua orante de la princesa Juana, en mármol blanco, obra firmada por Pompeo Leoni dentro de un pequeño templete realizado por Jacome da Trezzo. De la primitiva decoración quedan también dos altares laterales con pinturas sobre pizarra de Gaspar Becerra representando a San Juan Bautista y a San Sebastián, patronos de la fundadora y de su hijo. Cabe destacar, además, una Inmaculada atribuible a Sebastián Herrera Barnuevo.
En el altar mayor se colocó una pintura en tabla de la Virgen del Milagro cuyo autor es el primitivo ítalo-valenciano Paolo de San Leocadio de Reggio. Esta obra estaba guardada en una capilla del claustro de clausura mandada construir por Juan José de Austria (hermano de Carlos II).
Antonio y Luis González Velázquez pintaron la bóveda que más tarde se quemó en el incendio de 1862. Antonio García la restauró en 1863 pintando de nuevo, aprovechando un dibujo que se había conservado. De esta misma época son los dos retratos del presbiterio de la emperatriz de Austria, María, y de la princesa Juana, su hermana, sustituyendo a los anteriores pintados por Pantoja de la Cruz, desaparecidos en el mismo incendio.

### Claustro

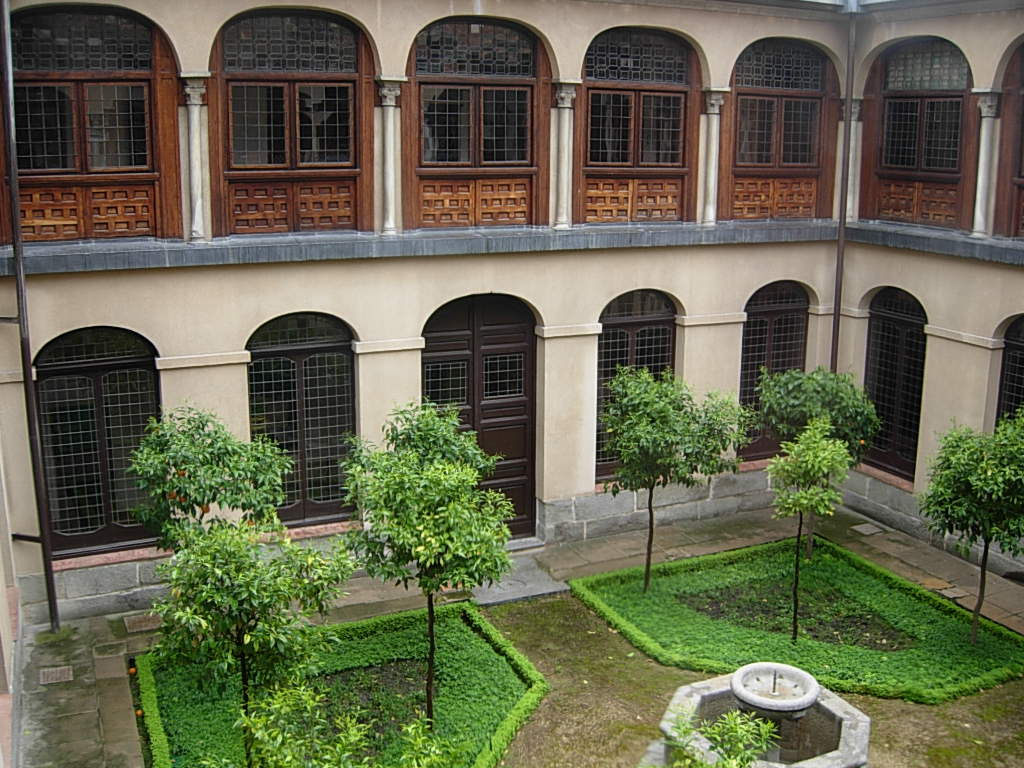
Claustro

El claustro de este monasterio (o patio de clausura) es famoso por las procesiones que tienen lugar en él durante la Semana Santa, sobre todo la de Viernes Santo, en que sale la del Santo Entierro, con música antigua del tiempo de la fundación del monasterio. En este evento procesiona un Cristo yacente de Gaspar Becerra que es llevado a varas (sin urna). Se utilizan para la ocasión (igual que en la procesión del Corpus Christi) ricas ropas litúrgicas y a veces se cuelgan en los muros de las cuatro pandas del claustro los tapices con el tema de La Apoteosis Eucarística, producidos en los telares flamencos de Raes y Geubels. El diseñador de estos tapices fue Rubens, que los ideó por encargo de la infanta Isabel Clara Eugenia, hija de Felipe II. Este conjunto de tapices es uno de los más ambiciosos del barroco europeo y se cuenta entre los principales proyectos de Rubens. Varios de los tapices se exhiben de manera permanente en una estancia de techos altos, antaño ocupada por las celdas de las monjas. Para el tejido de los tapices Rubens pintó los diseños a color sobre tablas de pequeño formato, de las que algunas se conservan en el Museo del Prado, y posteriormente estos diseños fueron repetidos por ayudantes del maestro en cartones a tamaño real, de los que varios se exhiben en el Museo Ringling de Sarasota (Estados Unidos).
Después de las recientes obras de restauración pueden verse elementos originales del claustro. Estudios recientes han venido a demostrar que este patio fue el núcleo de las casas de Alonso Gutiérrez y que se pueden sacar muchas explicaciones de cómo era el edificio original así como de la arquitectura madrileña del siglo XVI. El patio sufrió una primera modificación en 1679 cuando se cerraron las arquerías altas, seguramente por razones prácticas pues el edificio tenía fama de ser muy frío. En 1773, con Carlos III se hizo la misma operación con la parte baja, convirtiendo de esta manera al corredor claustral abierto en una galería cerrada.
En una capilla del claustro alto colgó durante siglos la Anunciación de Fra Angelico, famoso retablo que en 1862 fue trasladado al Museo del Prado, tras largas gestiones realizadas por Federico de Madrazo, que además de pintor fue durante muchos años director del museo. Aún se conserva el hueco de donde fue extraído. En las esquinas hay cuatro altares con pinturas sobre tabla de Diego de Urbina, que se sabe fueron pagados al pintor madrileño en 1586. También hay que destacar una Virgen con el Niño de Bernardino Luini, seguidor de Leonardo da Vinci.
El patio cuenta con un total de sesenta y seis piezas de mármol. Los fustes de las columnas son cilíndricos y delgados y muestran una influencia de los palacios sevillanos que sin duda conocía el propietario del edificio, Alonso Gutiérrez.
En el claustro se encuentran las tumbas de Alfonso y de Gonzalo de Borbón y Dampierre, y del hijo mayor del primero, Francisco de Asís.

### Escalera principal
La escalera principal de doble tiro fue construida en torno a 1525, al ser transformadas en palacio las primitivas casas de Pedro de Sotomayor, en una esquina del patio y dentro de una caja mural en su origen diáfana, abierta al patio.
La restauración de la ornamentación mural en 2010 ha permitido aclarar algunas cuestiones sobre las etapas de su realización. Contrariamente a lo que se creía la pintura de la bóveda es anterior a la de los muros, que se montan sobre ella. En el segundo tramo aparece pintado el balcón real, al que se asoman los reyes Felipe IV y su esposa Mariana de Austria, con la infanta María y el príncipe Felipe Próspero, lo que indica que hubo de realizarse antes de 1661, fecha de la muerte de este último. El carácter estilísticamente más avanzado de la bóveda, en la que se acusa la influencia de los italianos Agostino Mitelli y Angelo Michele Colonna llegados a Madrid en 1658, implica que el conjunto de la decoración mural hubo de realizarse entre 1658 y 1661, con excepción de los frescos del rellano, pintados antes de que la escalera se cerrase al patio, y los medallones de la cornisa, con santa Dorotea y las virtudes teologales, pintados al óleo en la fecha de la restauración a la que alude una cartela:

Restauró esta escalera Sor Ana Dorotea, Marquesa de Austria, hija del Emperador Rodolfo II, religiosa de este convento. Año MDCLXXXIIII.

En el conjunto de las decoraciones se empleó la pintura al temple en las arquitecturas fingidas y en el rompimiento de gloria de la bóveda, las que más directamente revelan la influencia de Mitelli y Colonna, siendo posible que en ellas intervinieran los mismos pintores de la Corte que habían trabajado en palacio con los italianos, es decir Francisco Rizi, Juan Carreño de Miranda y Dionisio Mantuano. Para las pinturas de la caja, con el Calvario, la serie de los siete arcángeles y el balcón real se empleó la pintura al óleo y en la restauración se han llegado a distinguir hasta siete manos distintas, que no ha sido posible identificar.

### Capilla del Milagro
La capilla, de planta cuadrada y cúpula con una antecapilla y otra capilla menor a la derecha, a la que se abre una escalera que conduce a la tribuna, fue construida a instancias de Juan José de Austria para albergar la tabla de la Virgen del Milagro, imagen atribuida a Paolo de San Leocadio que fue trasladada desde el convento de clarisas de Gandía por sor Juana de la Cruz en el momento de la fundación del monasterio, al tomar posesión como abadesa. Juan José de Austria ordenó su construcción como regalo a su hija sor Margarita de la Cruz, profesa en el monasterio, y para honrar una imagen por la que tanto su padre, Felipe IV como su hermano Carlos II sentían gran devoción. Las limitaciones de espacio, que habían de hecho paralizado anteriores intentos de construcción de la capilla, se compensarían con una rica decoración ilusionista al óleo, al fresco y al temple, en la que participaron Dionisio Mantuano, autor de las arquitecturas fingidas con las que se compensa visualmente lo reducido de su tamaño, y Francisco Rizi, a quien corresponden las pinturas de la cúpula y pechinas, las alegorías de la virtudes en mármol fingido, las escenas de la vida de la Virgen en marcos también fingidos, y el balcón al que asoman en actitud orante Juan José de Austria y Carlos II. El retablo es obra de Sebastián Herrera Barnuevo y en él participaron también Alonso Fernández y Pedro de Ávila Cenicientos, correspondiendo la arquitectura a Joseph Gassen y Aznar, maestro de obras de Juan José de Austria.